# Verbascum salviifolium
Verbascum salviifolium är en flenörtsväxtart som beskrevs av Pierre Edmond Boissier. Verbascum salviifolium ingår i släktet kungsljus, och familjen flenörtsväxter. Inga underarter finns listade i Catalogue of Life.